# 張世培
張世培（?—?），字心田，順天通州（今北京市通縣）人，清朝政治人物、進士出身。
光緒十七年，中舉；光緒二十一年，登進士，同年五月，改翰林院庶吉士。光緒二十四年四月，散館，授翰林院編修。光緒二十九年，任四川鄉試副考官。光緒三十年，任陝西道監察御史。后掌廣西道監察御史、給事中。